# 1869 год в архитектуре
В 1869 году:
- Основан замок Бельведер

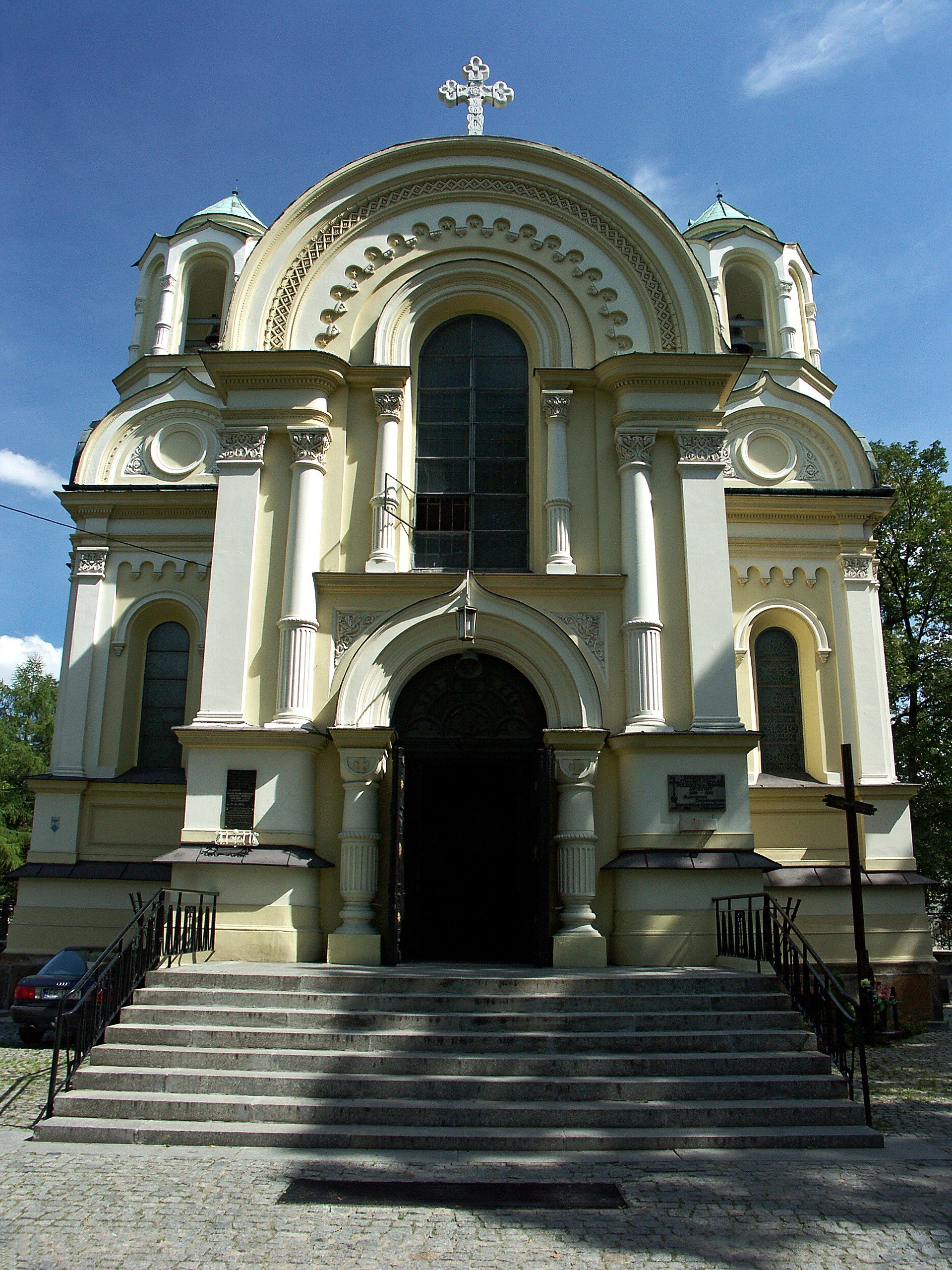
Костёл Святого Иакова

- Завершено строительство собора Святого Андрея в Инвернессе
- Построен храм в честь Покрова Пресвятой Богородицы в Першемайске
- Заложен Костёл Святого Иакова
- Завершилось строительство Красной ратуши в Берлине
- Начато строительство Мечети ар-Рифаи (Каир)
- Завершено строительство храма Рождества Христова (Липецк)
- Основано Ясукуни
- Заложен храм Христа Спасителя в Самаре
- Установлен монумент Уоллеса — четырёхгранная башня высотой 67 м